# 朝日航空
朝日航空株式会社（あさひこうくう、Asahi Airlines Co., Ltd.）は、大阪府八尾市に本拠地を置く航空会社である。小型飛行機による操縦訓練、チャーター飛行、航空測量写真撮影、一般空撮、航空機整備事業、遊覧飛行などの事業を行っている。朝日航洋株式会社の子会社。

## 沿革
- 1967年（昭和42年）12月 - 日本産業航空株式会社を設立
- 1968年（昭和43年） 3月 - 航空機使用事業及び不定期航空運送事業免許（空監第88号）取得
- 1980年（昭和55年）12月 - セスナ式402型で不定期運航開始（八尾 - 白浜）
- 1985年（昭和60年）11月 - 朝日航洋株式会社が資本参加
- 1986年（昭和61年） 5月 - 二地点間旅客輸送・運航開始（種子島 - 屋久島）
- 1986年（昭和61年） 6月 - 朝日航空株式会社に名称変更
- 1987年（昭和62年） 4月 - 西瀬戸エアリンク（大分 - 松山 - 広島）運航開始
- 1990年（平成2年） 3月 - 種子島 - 屋久島　運航休止
- 2000年（平成12年） 9月 - 空中レーザー計測　運航開始
- 2004年（平成16年）10月 - デジタルマッピング　撮影運航開始
- 2005年（平成17年）12月 - エアーニッポンネットワークの操縦士訓練指定養成校に選定される
- 2008年（平成20年）10月 - 飛行訓練模擬装置（TS21D型）国土交通省レベル3認定取得
- 2009年（平成21年） 2月 - ホーカー・ビーチクラフト式G58型導入
- 2011年（平成23年） 9月 - エアフライトジャパン株式会社と事業統合[3]
- 2013年（平成25年） 4月 - 株式会社ジェイエアの操縦士訓練を受託
- 2014年（平成26年） 7月 - セスナ式172S型導入
- 2015年（平成27年） 2月 - 航空機修理事業認可を取得
- 2016年（平成28年）11月 - GTX-MAX型シミュレーター（飛行訓練装置）国土交通省認定検査に合格[4]
- 2022年  (令和2年)  12月　- 学校法人都築教育学園（第一工科大学） 学生の訓練受託開始

## 拠点
- 本社：大阪府八尾市空港2-12 八尾空港内
- 調布運航所：東京都調布市西町290-3 調布飛行場内
- 鹿部飛行場：北海道茅部郡鹿部町字本別450-1[1]
- 営業部保険業務課：埼玉県川越市南台3-14-4 朝日航洋㈱総務部内

## 運航機材等
- ビーチクラフト式G58型：3機
- セスナ式172P型：4機
- セスナ式172S型：4機
- セスナ式208型：2機

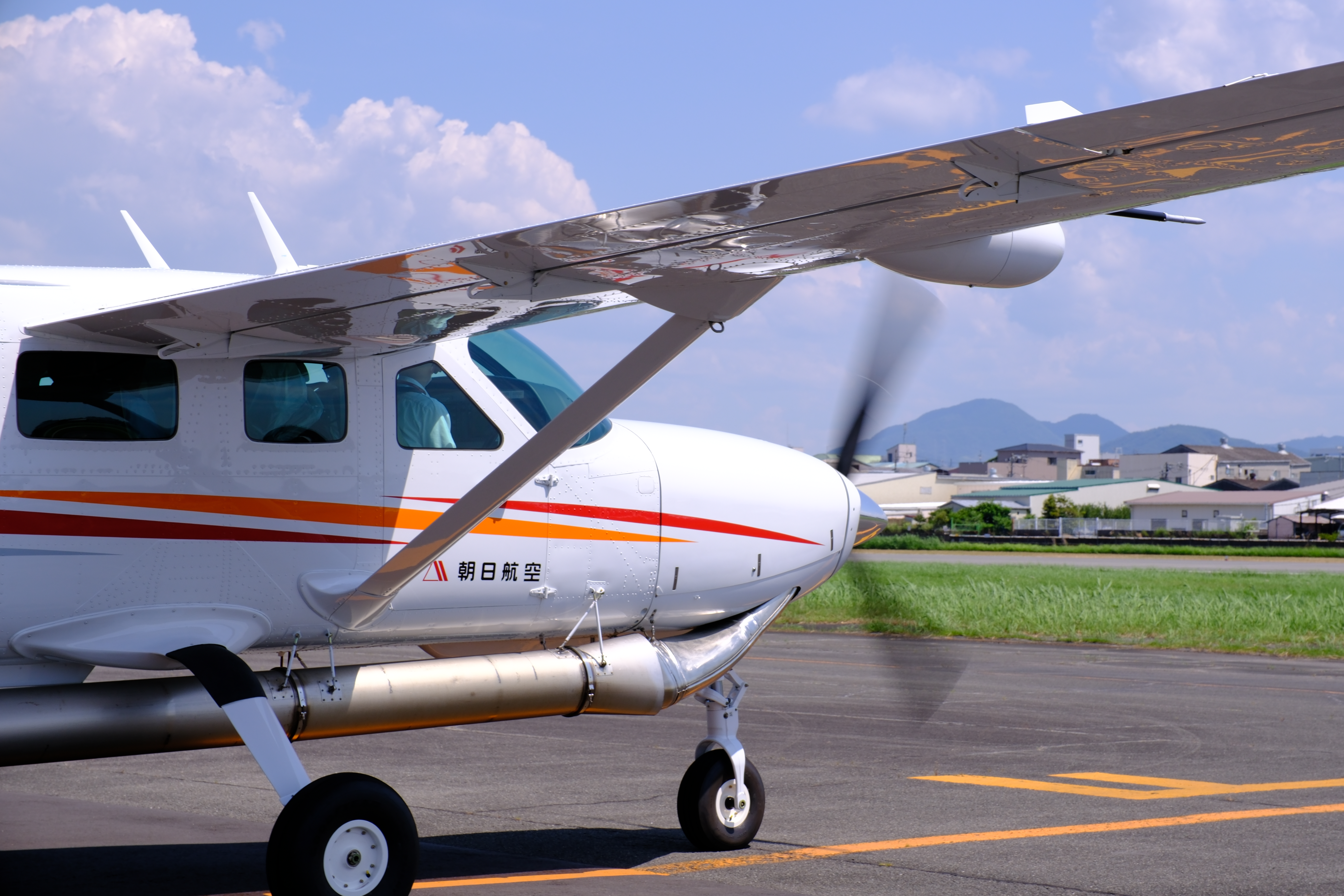
同社所有のテキストロン・アビエーション式208型

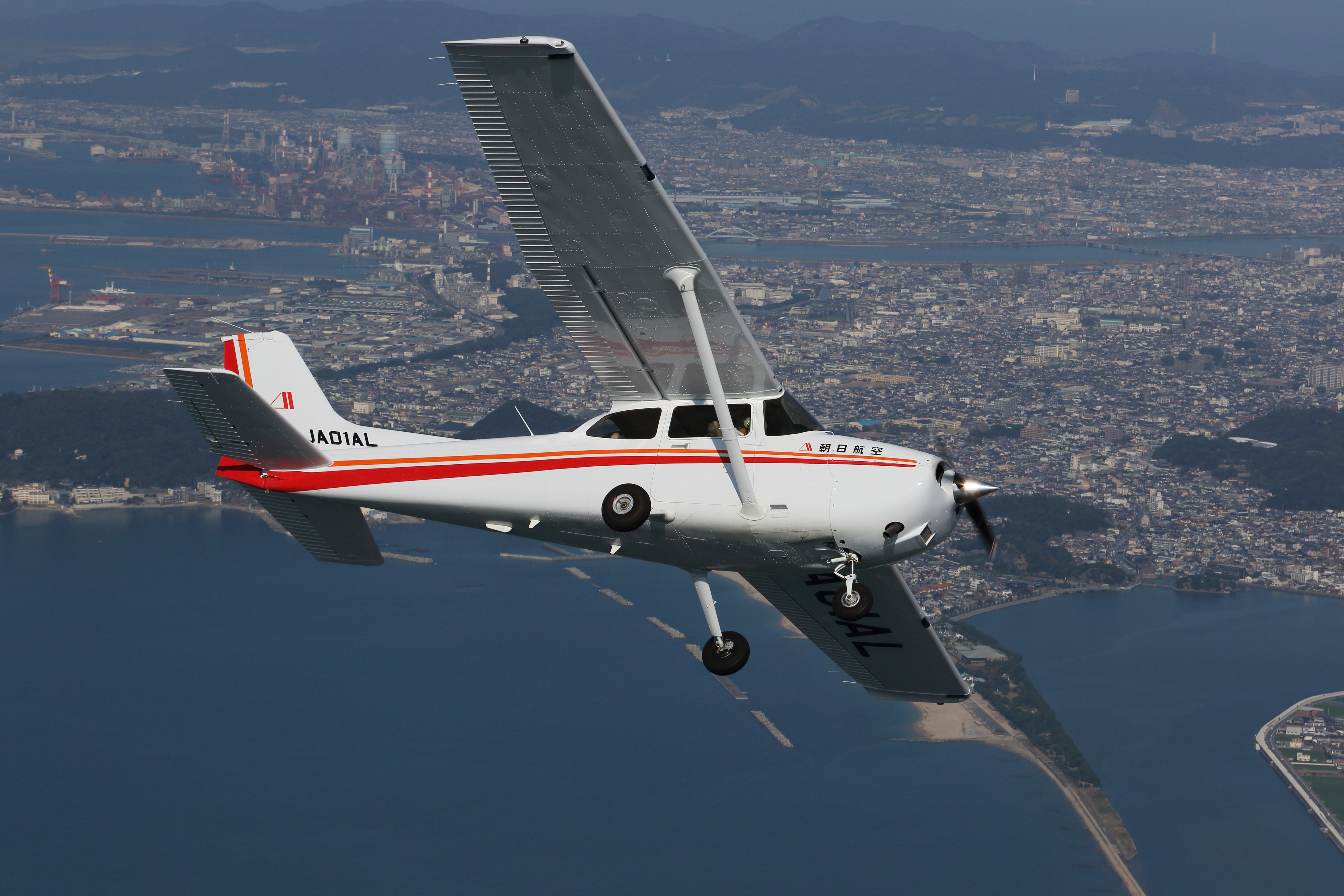
同社所有のセスナ式172S型

- テキストロン・アビエーション式208型：1機
- 朝日航空式AAQ-FTD-C172S1型（FTD  Flight Training Device）：1基
- 朝日航空式AAQ-FTD-G58 1型（FTD  Flight Training Device）：1基
- 朝日航空式AAQ-FTD-G58 2型（FTD  Flight Training Device）：1基[1]